# Stadion Centralny w Namanganie
Stadion Centralny – wielofunkcyjny stadion w Namanganie, w Uzbekistanie. Swoje mecze rozgrywa na nim drużyna Navbahor Namangan. Obiekt może pomieścić 35 000 widzów.